# Kamiński
Kamiński (feminine Form: Kamińska; Plural: Kamińscy) – außerhalb Polens auch Kaminski – ist ein Familienname. Der Name stammt aus Ostpreußen und Polen. Je nach Herkunft gibt es verschiedene Ableitungen.
Bei Herkunft aus dem nördlichen Ostpreußen ist er ein Hinweis auf einen Wohnplatz in einem Rodungsgebiet:
- preußisch-litauisch

kamienas = Baumstamm, Wurzelstock, Stammende eines gefällten Baumes
kamienis = Krautstengel
kaminai = Moos
kamine = wilde Waldbiene
Bei Herkunft aus dem südlichen Ostpreußen und Polen:
- prußisch

kamenis = Schornstein
- polnisch

kamień = Stein
komin = Kamin, Schornstein, enge Felsenspalte

## Namensträger

### Form Kamiński bzw. Kaminski
- Abraham Kamiński (1867–1918), Theater- und Filmregisseur
- Adam Kamiński (Autor) (* 1978), polnischer Dichter, Dramatiker und Literaturkritiker
- Adam Kamiński (Volleyballspieler) (* 1984), kanadischer Volleyballspieler
- Aleksander Kamiński (1903–1978), polnischer Autor und Widerstandskämpfer
- Alexa Kaminski (* 2000), deutsche Volleyballspielerin
- Alexander Stepanowitsch Kaminski (1829–1897), russischer Architekt
- Alfred Kaminski (* 1964), deutscher Fußballtrainer
- Anatoli Wladimirowitsch Kaminski (* 1950), transnistrischer Politiker
- André Kaminski (1923–1991), Schweizer Schriftsteller
- André Emanuel Kaminski (* 1985), deutscher Schauspieler
- Andrzej J. Kamiński (1921–1985), polnischer Historiker
- Anna Kaminski (* 1984), deutsche Schauspielerin
- Benno Kaminski (1924–1990), deutscher Aufnahmeleiter, Filmproduktionsleiter und Filmproduzent
- Belinda Kazeem-Kamiński (* 1980), österreichische Künstlerin, Autorin und Wissenschaftlerin
- Bert Kaminski (* 1969), deutscher Betriebswirt und Hochschullehrer
- Boris Kaminski (* 1977), deutscher Basketballtrainer und Basketballfunktionär
- Bronislaw Wladislawowitsch Kaminski (1899–1944), russischer Kollaborateur und SS-Brigadeführer
- Claudia Kaminski (* 1966), deutsche Ärztin, Journalistin und Moderatorin
- Eugen Kaminski (* 1963), deutsch-polnischer Fußballspieler
- Frank Kaminski (* 1972), deutscher Musik- und Filmproduzent
- Franz Kaminski (1887–1948), deutscher Unternehmer und Begründer des gleichnamigen Waggonbau-Unternehmens
- Gerd Kaminski (1942–2022), österreichischer Rechtswissenschaftler und Chinaforscher
- Gerhard Kaminski (* 1925), deutscher Psychologe und Hochschullehrer
- Gertrud Kaminski (* 1885; † unbekannt), deutsche Tennisspielerin
- Grigori Naumowitsch Kaminski (1895–1938), sowjetischer Politiker
- Hans Kaminski (* 1940), deutscher Wirtschaftspädagoge
- Hanns-Erich Kaminski (1899–1963), deutscher Journalist und Schriftsteller
- Hartmut Kaminski (1944–2016), deutscher Filmemacher, Künstler und Kunsthändler
- Heinrich Kaminski (1886–1946), deutscher Komponist
- Heinz Kaminski (1921–2002), deutscher Ingenieur und Sternwartendirektor
- Herbert Kaminski (1905–1971), deutscher Luftwaffenoffizier
- Ignacy Kamiński (1819–1902), galizischer Landtagsabgeordneter
- Jake Kaminski (* 1988), US-amerikanischer Bogenschütze
- Jakub Kamiński (* 2002), polnischer Fußballspieler
- Jan Kamiński (Politiker) (* 1955), polnischer Politiker
- Jan Kamiński (Reiter) (* 1992), polnischer Vielseitigkeitsreiter
- Jan Bronislawowitsch Kaminski (* 1971), russischer Eishockeyspieler
- Janusz Kamiński (* 1959), polnisch-US-amerikanischer Kameramann
- Jarosław Kamiński (Filmeditor) (* 1960), polnischer Filmeditor
- Jarosław Kamiński (Politiker) (* 1965), litauischer Politiker polnischer Herkunft
- Jaroslaw Kaminski (Schriftsteller) (* 1968), polnischer Schriftsteller, Dramatiker, Drehbuchautor und Journalist
- Jonas Kaminski (* 1996), deutscher Volleyballspieler
- Joseph Kaminski (1903–1972), israelischer Komponist und Violinist
- Karl Kaminski (1940–1978), deutscher Radrennfahrer
- Krzysztof Kamiński (Schauspieler) (1951–2023), polnischer Schauspieler
- Krzysztof Kamiński (Politiker) (* 1957), polnischer Politiker
- Krzysztof Kamiński (Judoka) (* 1963), polnischer Judoka
- Krzysztof Kamiński (Fußballspieler) (* 1990), polnischer Fußballspieler
- Marcin Kamiński (Schachspieler) (* 1977), polnischer Schachspieler
- Marcin Kamiński (Fußballspieler) (* 1992), polnischer Fußballspieler
- Marco Kaminski (Leichtathlet) (* 1964), Schweizer Marathonläufer polnischer Herkunft
- Marco Kaminski (Fußballspieler) (* 1984), deutscher Fußballspieler
- Marek Kamiński (* 1964), polnischer Polarforscher
- Maren Kaminski (* 1979), deutsche Politikerin (Die Linke)
- Mariusz Kamiński (Politiker) (* 1965), polnischer Politiker (NZS, PiS)
- Mariusz Kamiński (Leichtathlet) (* 1967), polnischer Marathonläufer
- Mariusz Antoni Kamiński (* 1978), polnischer Politiker
- Mateusz Kamiński (* 1991), polnischer Kanute
- Matthew Kaminski (* 1971), US-amerikanischer Journalist
- Max G. Kaminski (1938–2019), deutscher Maler
- Michał Kamiński (* 1972), polnischer Politiker
- Mik Kaminski (* 1951), britischer Violinist
- Nicola Kaminski (* 1967), deutsche Literaturwissenschaftlerin
- Roman Kaminski (* 1951), deutscher Schauspieler
- Romuald Kamiński (* 1955), polnischer Geistlicher, römisch-katholischer Bischof von Warschau-Praga
- Stanisław Kamiński (Widerstandskämpfer) (1896–1969), polnischer Widerstandskämpfer
- Stanisław Kamiński (1919–1986), polnischer Philosoph
- Stefan Kaminski (* 1974), deutscher Schauspieler, Sprecher und Autor
- Thomas Kaminski (* 1992), belgischer Fußballtorwart
- Tomasz Kamiński (* 1979), polnischer Politiker und Soziologe
- Uladsimir Kaminski (* 1950), sowjetischer Radrennfahrer
- Vanessa Kaminski (* 1991), deutsche Fußballschiedsrichterin
- Volker Kaminski (* 1958), deutscher Schriftsteller
- Wiktor Kamiński (* 2004), polnischer Fußballspieler
- Wojciech Kamiński (* 1974), polnischer Basketballtrainer
- Zygmunt Kamiński (1933–2010), polnischer Erzbischof

### Form Kamińska
- Dorota Kamińska (* 1955), polnische Schauspielerin
- Esther Rachel Kamińska (1870–1925), polnische Schauspielerin
- Ida Kamińska (1899–1980), polnische Schauspielerin
- Magda Kamińska (* 1986), polnische Squashspielerin
- Ruth Kamińska (1920–2005), polnische Schauspielerin

## Sonstige Bedeutungen
- Franz Kaminski Waggonbau, 1921 gegründetes Unternehmen für Eisenbahn-Waggons und Kesselwagen
- Kaminski-Nunatak, Nunatak im Queen Elizabeth Land, Antarktika